# Efector

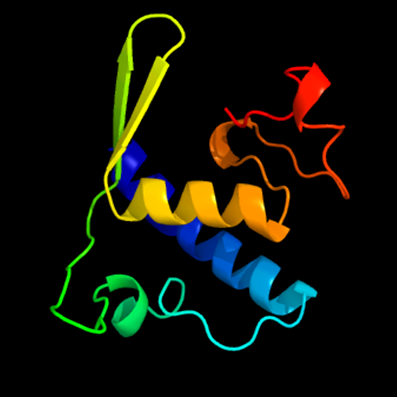
Ejemplo de una molécula efectora de ARN (serrato)

Los efectores o terminaciones efectoras son células nerviosas que ejecutan respuestas ante los estímulos que reciben. Todas las células de un animal tienen que responder de forma coordinada. Existen células especializadas (efectoras) en elaborar respuestas, la secreción de sustancias y el movimiento. 
En biología molecular, un efector es una molécula que actúa directamente sobre una segunda provocando una modificación en el comportamiento de ésta, ya sea por activación, en cuyo caso se denomina agonista, o por represión, en ese supuesto caso se llama inhibidor o antagonista. Bioquímicamente, los efectores pueden ser: pequeñas moléculas, como el óxido nítrico; pequeños péptidos, como el péptido activador del pepsinógeno o incluso grandes proteínas, como las kinasas de proteínas.
Una vez que el centro nervioso recibe e interpreta la información, la procesa y elabora una respuesta. Entonces el centro nervioso envía  una señal en forma de impulso nervioso, a través de los nervios hacia los efectores para que la ejecuten. La respuesta puede ser de dos tipos: motora y secretora.